# The Beatmasters
The Beatmasters (oder einfach Beatmasters) sind ein Team von Songwritern, Musikern und Produzenten im Dance-Bereich, die als Künstler sehr erfolgreich Ende der 1980er/Anfang der 1990er in Großbritannien waren und anschließend Aufnahmen für viele andere Gruppen produzierten und abmischten. Als Künstler hatten sie eine Reihe von Hitsingles wie Burn It Up, Hey DJ! (I Can’t Dance to That Music You’re Playing), Rok Da House und Who’s in The House und waren entscheidend für die Entwicklung des Subgenres Hip House, besonders bei Rok Da House, das im Sommer 1986 aufgenommen wurde und als eines der ersten, wenn nicht sogar als erstes House-Stück überhaupt aus Großbritannien bekannt ist.
Ihr Erfolg brachte Vergleiche mit den Popproduzenten Stock Aitken Waterman, aber die Beatmasters bezeichneten die Produzenten Coldcut als ihre größeren Rivalen.

## Formation
Amanda Glanfield und Paul Carter (beide bekannt in der Londoner Clubszene) arbeiteten zusammen in der Fernseh-Werbejingleindustrie, als sie dem Musiker Richard Walmsley vorgestellt wurden. Nachdem sie die einige der ersten Chicago-House-Werke hörten, nahmen die drei Rock Da House mit dem bescheidenen Vorhaben auf, ihre eigenen Melodien in einem Nachtclub zu hören. Nachdem man sich auf den Namen Beatmasters festlegte, wurde eine begrenzte Anzahl von Kopien gepresst und an Londoner Clubs und DJ von Piratensendern verteilt. Zu ihrer Überraschung erlangte das Stück auch die Aufmerksamkeit des aufkeimenden Labels Rhythm King und das Trio fand sich bald in der Gesellschaft von Bomb the Bass und S’Express, die zusammen beim selben Label die britischen Charts zwischen 1988 und 1989 dominierten.
Die Gruppe hatte sieben erfolgreiche Singles wie den Hit Burn It Up mit der Soullegende P. P. Arnold und Rok Da House mit The Cookie Crew, was mit Platz fünf in Großbritannien 1988 ihr größter Hit war. Eine weitere bemerkenswerte Single war Hey DJ! (I Can’t Dance to That Music You’re Playin’), das die britische Sängerin Betty Boo in die Öffentlichkeit brachte und Platz sieben in den britischen Charts 1989 erreichte.
Sie veröffentlichten zwei Alben unter dem Namen The Beatmasters: Anywayawanna 1989 und Life and Soul 1990. Die Alben wurden später unter dem Titel Anywayawanna – The Best of The Beatmasters zusammengefasst.
Nach dem Weggang von Richard Walmsley wegen persönlicher Differenzen formten Carter und Glanfield eine sehr erfolgreiche Karriere als Remixer und Produzenten, die bis heute andauert. Ihr erster größerer Erfolg als Duo kam 1991 mit der überarbeiteten Neufassung der Single Move Any Mountain/Progen91 von The Shamen, die Platz drei in den britischen Charts erreichte und Indie Dance Crossover in die Welt brachte. 1992 verstärkten sie ihre Reputation mit der Arbeit an den neuen Singles des Albums Boss Drum von The Shamen. Mit diesen überarbeiteten Versionen halfen sie, den Sound der Ravekultur zu definieren, beginnend mit LSI (Love Sex Intelligence), weiter mit Phorever People und dem berühmten Ebeneezer Goode, das einen Monat die Spitzenposition der britischen Charts innehatte. Während der Veröffentlichung der letzten Single des Albums war der Einfluss der Beatmasters für wichtig genug erachtet worden, um die Single unter dem Titel Boss Drum (Beatmasters Radio Mix) herauszubringen.
Die Begriffe „Mix“ und „Remix“ könnten missverständlich sein, wenn sie mit der Arbeit der Beatmasters in Verbindung gebracht werden, weil sie zumeist die Hauptversion oder die A-Seite von Veröffentlichungen bearbeiteten. Oft bedeutete das, das Stück komplett neu zu schreiben oder den Gesang neu zu arrangieren oder aufzunehmen, so dass das Ergebnis rohe Demoversionen in Pop-Hits verwandelte. Die Plattenindustrie nahm davon Notiz und bahnte ihnen einen Weg zu ihrer Tür.
Sie produzierten und mischten eine Menge anderer Künstler ab, die sich wie ein A bis Z des Pop lesen und von ihrer Fachkenntnis profitierten, zum Beispiel Marc Almond, Pet Shop Boys, Blur, Roachford, Betty Boo, Moby, Aswad, Eternal, Tina Turner, David Bowie oder Girls Aloud. Sie produzieren weiterhin Dance, Pop und Rock.

## Diskografie

### Alben
- Anywayawanna (1989)
- Life and Soul (1991)
- Anywayawanna – The Best of the Beatmasters (2004) (Kompilation)

### Singles
- Rok Da House (feat. Cookie Crew)
- Burn It Up (feat. P. P. Arnold)
- Who’s In The House (feat. MC Merlin)
- Hey DJ! (I Can’t Dance to that Music You’re Playing)/Ska Train (feat. Betty Boo)
- Warm Love (feat. Claudia Fontaine)
- Boulevard of Broken Dreams
- Dunno What it is (About You)

### Produktionen (Auswahl)
- Stand Up For Your Love Rights – Yazz – 1989
- Doin The Do – Betty Boo – 1990
- Shine – Aswad – 1994
- Boogie Down Love – Girls Aloud – 2003
- Metropolitan – Helicopter Girl – 2008

### Remixes (Auswahl)
- Behind The Wheel – Depeche Mode – 1987
- Route 66 – Depeche Mode – 1987
- Move Any Mountain/Progen – The Shamen – 1991
- L.S.I. – The Shamen – 1992
- Phorever People – The Shamen – 1992
- Ebeneezer Goode – The Shamen – 1992
- Boss Drum – The Shamen – 1992
- Lucy Can’t Dance – David Bowie – 1992
- Disco Inferno – Tina Turner – 1993
- Everytime You Touch Me – Moby – 1993
- I Wouldn’t Normally Do This Kind of Thing – Pet Shop Boys – 1993
- Adored and Explored – Marc Almond – 1993
- Jungle Warrior – Aswad – 1994
- Run to the Sun – Erasure – 1994
- Into The Blue – Moby – 1995
- Boys and Girls – Blur – 1994
- Down – Roachford – 1995
- Touch The Sky – Erasure – 1999
- Lover – LMC – 2005